# Louis Croenen
Louis Croenen, né le 4 janvier 1994 à Turnhout, est un nageur belge spécialiste en nage libre et papillon.

## Biographie
En décembre 2011, il participe à sa première grande compétition internationale aux championnats d'Europe en petit bassin. Il termine 27e en 200 m medley, mais participe au relais belge du 4 × 50 m nage libre avec qui il obtient la médaille de bronze.
En 2012, il participe aux Jeux olympiques de Londres avec le relais 4 x 200 m nage libre qui bat le record de Belgique mais termine 12e des séries.
En 2013, il bat le record de Belgique du 200 m papillon en petit bassin à la manche de coupe du monde de Eindhoven.
En 2014, il bat le record de Belgique du 200 m papillon en grand bassin aux championnats de Belgique.
En août, il participe aux championnats d'Europe à Berlin. Il y atteint la finale en 200 m papillon où il bat son record de Belgique et termine à la 4e place. Il participe également au relais 4 × 200 m nage libre. Avec le relais belge, composé de Louis Croenen, Glenn Surgeloose, Emmanuel Vanluchene et Pieter Timmers, en 7 min 10 s 39 (RN), il remporte la médaille de bronze en battant le record de Belgique.
En 2015, aux championnats d'Europe en petit bassin, il termine 4e de la finale du 200 mètres papillon en améliorant le record national.

## Palmarès

### Jeux olympiques
| Discipline           | Londres 2012        | Londres 2012       |
| -------------------- | ------------------- | ------------------ |
| 4 × 200 m nage libre | 12e                 | 7 min 14 s 44 (RN) |
|                      | Rio de Janeiro 2016 |                    |
| 200 m papillon       | 8e (f)              | 1 min 57 s 04      |
| 4 × 200 m nage libre | 8e (f)              | 7 min 11 s 64      |
|                      | Tokyo 2020          |                    |
| 100 m papillon       | 28e                 | 52 s 23            |
| 200 m papillon       | 16e (df)            | 1 min 56 s 67      |

### Championnats du monde

#### En grand bassin de 50 m
| Discipline           | Kazan 2015    | Kazan 2015         |
| -------------------- | ------------- | ------------------ |
| 200 m papillon       | 7e (f)        | 1 min 55 s 39 (RN) |
| 4 × 200 m nage libre | 6e (f)        | 7 min 9 s 64 (RN)  |
|                      | Budapest 2017 |                    |
| 100 m papillon       | 27e           | 52 s 74            |
| 200 m papillon       | 17e           | 1 min 56 s 75      |
|                      | Gwangju 2019  |                    |
| 200 m papillon       | 15e (df)      | 1 min 59 s 12      |
| 4 × 200 m nage libre | 13e           | 7 min 12 s 99      |

#### En petit bassin de 25 m
| Discipline           | Doha 2014    | Doha 2014          |
| -------------------- | ------------ | ------------------ |
| 100 m papillon       | 35e          | 52 s 35            |
| 200 m papillon       | 11e          | 1 min 53 s 13 (RN) |
| 4 × 200 m nage libre | 5e (f)       | 6 min 52 s 66 (RN) |
|                      | Windsor 2016 |                    |
| 100 m papillon       | 26e          | 52 s 48            |
| 200 m papillon       | 16e          | 1 min 54 s 84      |
| 4 × 200 m nage libre | 8e (f)       | 7 min 2 s 36       |

### Championnats d'Europe

#### En grand bassin de 50 m
- Championnats d'Europe 2014 (Berlin) :
  -  Médaille de bronze du 4 × 200 m nage libre.
- Championnats d'Europe 2016 (Londres) :
  -  Médaille de bronze du 4 × 100 m nage libre (ne participe qu'aux séries).
  -  Médaille d'argent du 4 × 200 m nage libre.

| Discipline           | Debrecen 2012 | Debrecen 2012      |
| -------------------- | ------------- | ------------------ |
| 4 × 200 m nage libre | 4e (f)        | 7 min 15 s 58 (RN) |
|                      | Berlin 2014   |                    |
| 200 m papillon       | 4e (f)        | 1 min 56 s 06 (RN) |
| 4 × 200 m nage libre | 3e (f)        | 7 min 10 s 39 (RN) |
|                      | Londres 2016  |                    |
| 200 m nage libre     | 12e (s)       | 1 min 48 s 29      |
| 200 m papillon       | 6e (f)        | 1 min 56 s 65      |
| 4 × 100 m nage libre | 3e (f)        | 3 min 14 s 30      |
| 4 × 200 m nage libre | 2e (f)        | 7 min 8 s 28 (RN)  |
| 4 × 100 m 4 nages    | 10e           | 3 min 40 s 46 (RN) |
|                      | Glasgow 2018  |                    |
| 100 m papillon       | 27e           | 53 s 39            |
| 200 m papillon       | 4e (f)        | 1 min 56 s 33      |

#### En petit bassin de 25 m
- Championnats d'Europe 2011 (Szczecin) :
  -  Médaille de bronze du 4 × 50 m nage libre.

| Discipline          | Szczecin 2011   | Szczecin 2011      |
| ------------------- | --------------- | ------------------ |
| 200 m 4 nages       | 27e             | 2 min 0 s 07       |
| 4 × 50 m nage libre | 3e (f)          | 1 min 25 s 83      |
|                     | Chartres 2012   |                    |
| 200 m nage libre    | 27e             | 1 min 47 s 79      |
| 400 m 4 nages       | 15e             | 4 min 13 s 75      |
|                     | Herning 2013    |                    |
| 100 m papillon      | 26e             | 52 s 56            |
| 200 m papillon      | 14e             | 1 min 55 s 10      |
|                     | Netanya 2015    |                    |
| 200 m nage libre    | 8e (s)          | 1 min 44 s 12      |
| 100 m papillon      | 21e             | 52 s 31            |
| 200 m papillon      | 4e (f)          | 1 min 53 s 05 (RN) |
|                     | Copenhague 2017 |                    |
| 100 m nage libre    | 38e             | 48 s 41            |
| 200 m nage libre    | 11e             | 1 min 45 s 00      |
| 100 m papillon      | 32e             | 52 s 27            |
| 200 m papillon      | 18e             | 1 min 55 s 93      |

Légende
(df) : demi-finale, (f) : finale, (RN) : Record National

## Référence
1. ↑  4X200m: Temps record mais pas de finale pour la Belgique, rtbf.be
2. ↑  RDB du 200m papillon pour Louis Croenen, rtbf.be
3. ↑  Louis Croenen bat le record de Belgique du 200m papillon, rtbf.be
4. ↑  200m papillon: Croenen au pied du podium européen malgré un record national, lavenir.net
5. ↑  Première médaille belge à l'Euro de natation pour le 4x200m nage libre, rtbf.be